# Van Vlooswijck

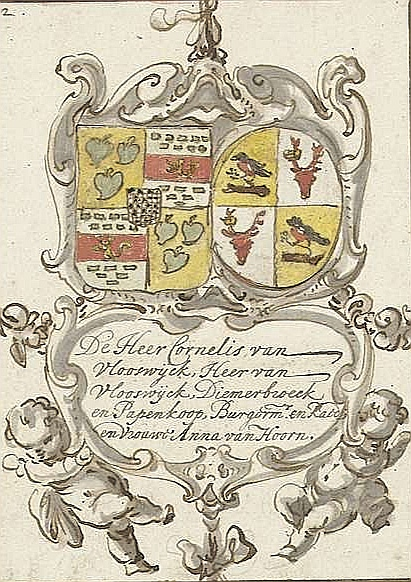
Allianzwappen der Van Vlooswijck (links) und der Van Hoorn (Mitte 17. Jahrhunderts)

Die Van Vlooswijck (auch Vlooswyck und Vlooswijk) waren eine Familie des holländischen Patriziats, die in dem Städten Rotterdam und Amsterdam ansässig war.

## Historie
Die Ursprünge der bürgerlichen Familie liegen in Woerden. Erstgenannter Gerrit hatte Cornelis Gerritsz (um 1500–1579) zum Sohn, der von Johan Uytenbroeck den Zehnt von zwei Hufen Land in Vlooswijk unter Linschoten (heute ein Teil von Montfoort) entstand, und damit 1551 seitens des Domkapitels des Altmünster von Utrecht belehnt wurde. Sein Söhne Gerrit Cornelisz (gest. 1585) und Claes Cornelisz (gest. 1611) nannten sich nach dem Landbesitz in Vlooswijk 'Van Vlooswijck'. Gerrit begründete die kurzlebige Linie in Rotterdam und war zwischen 1572 und 1585 Mitglied der Vroedschap, 1572 Schepen sowie 1574 Bürgermeister ebendort. 1579 wurde er in Nachfolge seines Vaters seitens Utrecht mit dem Zehnt des Gutes in Vlooswijk belehnt. Zwischen 1577 und seinem Tod im Jahre 1585 war er auch Baljuw des Schielandes. Sein Sohn Barthout Gerritsz van Vlooswijck (gest. 1626) war zwischen 1588 und 1608 Mitglied in der Rotterdamer Vroedschap, Schepen in 1590 sowie Bürgermeister in 1591. 1586 wurde er als Erbe seines Vaters mit dem Zehnt des Landes in Vlooswijk belehnt. Zwischen 1601 und 1630 war er Gecommitteerde Rad von Holland. Er ehelichte Margaretha de Koninck und ließ zwei Kinder nach, Cornelis (gest. 1647) und Elisabeth, die beide den Zehnt in Vlooswijk erbten. Nach dem Tod von Elisabeth ging dieses Lehen an die Amsterdamer Linie über. Diese wurde durch den erwähnten Claes Cornelisz van Vlooswijck (gest. 1611) begründet. Jener war Händler, saß zwischen 1578 und 1611 in der Amsterdamer Vroedschap und war 1587 Gecommitteerde Rad von Holland.

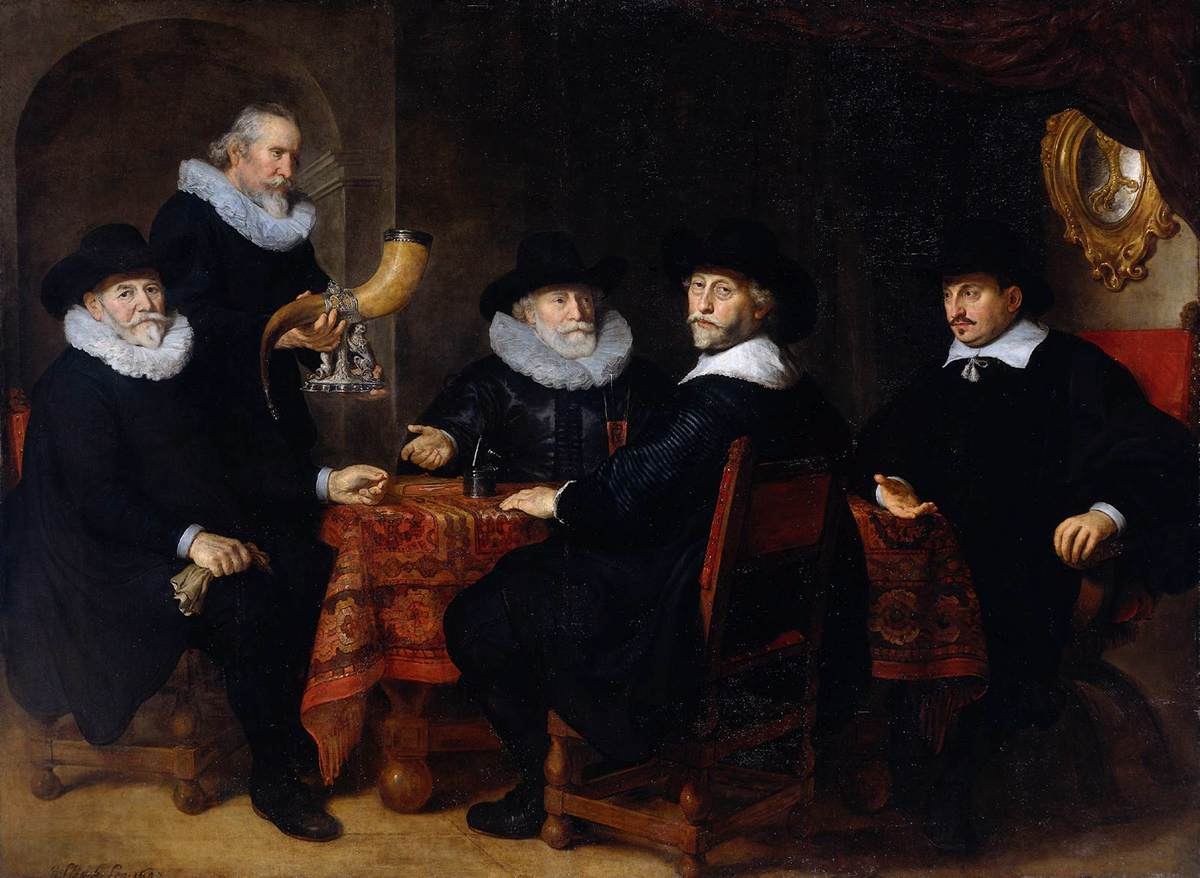
Govaert Flincks Gemälde Vier doelheren der Kloveniersdoelen aus dem Jahre 1642; Personen von links nach rechts: Albert Coenraadsz Burgh, Jan Claesz van Vlooswijck (1571–1652) Händler und Vroedschap, Pieter Reael, Jacob Willekeur und der kastelein

Er ließ vier Söhne nach, Jan Claesz (1571–1652), Gerrit Claesz (gest. 1646), der in 1585 Schepen war, Pieter Claesz (gest. 1608) und Gijsbert Claesz (1575–1621), der Anwalt war. Jan Claesz van Vlooswijck war Händler und 1632 Mitglied in der Vroedschap. Er ehelichte Neeltgen Jansdr Verburch (Verburgh), mit der er vier gemeinsame Kinder Maria van Vlooswijck (1598–1656) – Ehefrau von Pieter Jansz van Hoorn und Everard van Weede, heer van Dijkveld, Jan Verburgh van Vlooswijck (1599–1631) – verlobt mit Christina de Graeff (1609–1679), Frau der Herrlichkeit Engelenburg, Anna van Vlooswijck – verehelicht mit Jacob de Wael sowie Cornelis van Vlooswijck (1601–1687), Bürgermeister von Amsterdam. Er erbte 1647 von seiner Großcousine Elisabeth van Vlooswijck aus Rotterdam den Zehnt von zwei Hufen bei Vlooswijk. 1649 erstand er durch Kauf von Ferdinand Filips van Merode die Herrlichkeiten Vlooswijk [und nicht den Zehent von zwei Hufen Land nach dem seine Familie schon seit 1551 benannt ist] und Wulverhorst. Weiters war er Herr von Diemerbroek und Papenkop. Cornelis hatte vier Kinder; Cornelia van Vlooswijck (1635–1677) eheliche Pieter Jansz Melis, Herr des Landes und der Freiheit von Saftingen, Nicolaes van Vlooswijck (1638–1674), Heer von Vlooswijk enz., Offizier, Drost von Muiden, Baljuw von Naarden und Gooiland, Joan van Vlooswijck (1641–1681), Herr von Maarn, Offizier und Händler und Margaretha van Vlooswijck (* 1647), die Rittmeister Robert Honywood ehelichte. Nicolaes ließ einen Sohn nach, Cornelis van Vlooswijck (1673–1719), Herr von Vlooswijk enz, Kapitän zur See. Er hatte zwei Töchter, Leonora Constantia van Vlooswijck (1702–1727), die Gerlach Frederik van der Capellen ehelichte und Margaretha Jacoba van Vlooswijck, die unverheiratet blieb. Die Herrlichkeiten Diemerbroek und Papenkop gingen durch Erbgang an die Van der Capellen.

## Stammlinie
1. Gerrit
  1. Cornelis Gerritsz (um 1500–1579)
    1. Gerrit Cornelisz van Vlooswijck (gest. 1585), Bürgermeister von Rotterdam
      1. Barthout Gerritsz van Vlooswijck (gest. 1626), Bürgermeister von Rotterdam
        1. Cornelis Barthoutsz van Vlooswijck (gest. 1647)
        2. Elisabeth van Vlooswijck

    2. Claes Cornelisz van Vlooswijck (gest. 1611), Vroedschap von Amsterdam
      1. Jan Claesz van Vlooswijck (1571–1652), in 1632 Vroedschap von Amsterdam
        1. Maria van Vlooswijck (1598–1656) – Ehefrau von Pieter Jansz van Hoorn und Everard van Weede, heer van Dijkveld
        2. Jan Verburgh van Vlooswijck (1599–1631), verlobt mit Christina de Graeff (1609–1679), Frau der Herrlichkeit Engelenburg
        3. Anna van Vlooswijck, verehelicht mit Jacob de Wael
        4. Cornelis van Vlooswijck (1601–1687), Herr von Vlooswijk enz, Bürgermeister von Amsterdam
          1. Cornelia van Vlooswijck (1635–1677), eheliche Pieter Jansz Melis, Herr des Landes und der Freiheit von Saftingen
          2. Nicolaes van Vlooswijck (1638–1674), Herr von Vlooswijk enz, Offizier, Drost von Muiden, Baljuw von Naarden und Gooiland
            1. Cornelis van Vlooswijck (1673–1719), Herr von Vlooswijk enz, Kapitän zur See
              1. Leonora Constantia van Vlooswijck (1702–1727), ehelichte Gerlach Frederik van der Capellen
              2. Margaretha Jacoba van Vlooswijck

          3. Joan van Vlooswijck (1641–1681), Herr von Maarn, Offizier und Händler
          4. Margaretha van Vlooswijck (* 1647), ehelichte Rittmeister Robert Honywood

      2. Gerrit Claesz van Vlooswijck (gest. 1646), in 1585 Schepen von Amsterdam
      3. Pieter Claesz van Vlooswijck (gest. 1608)
      4. Gijsbert Claesz van Vlooswijck (1575–1621)

    3. Catharina Cornelisdr van Vlooswijck, ehelichte Pieter Jansz du Bien, Bürgermeister von Rotterdam

## Wappen
Das Wappen ist wie folgt: In Gold drei grüne Lindenblätter mit den Stielen nach oben in den Feldern 1 und 2 (siehe
„De wapens van de magistraten der stad Amsterdam sedert 1306 tot 1672“, Band 1, Seite 111; von Pieter Anthony Johan van den Brandeler).

## Information
Die Daten zu diesem Artikel wurden aus der seit 2006 bestehenden Graeff Forschung von Matthias Laurenz Gräff übernommen.